# AB Logic
AB Logic est un groupe d'Eurodance créé en 1991 comprenant le rappeur K-Swing et la chanteuse pop Marianna.

## Discographie

### Albums
- 1992: AB Logic

### Singles
- 1992: The Hitman
- 1992: Get Up (Move Boy Move)
- 1993: AB Logic
- 1994: Real Word
- 1996: Welcome to My Heart